# 农村居民点 (俄罗斯联邦)
农村居民点（俄语：сельское поселение）是俄罗斯在农村地区设立的基层行政区划类型之一。根据《俄罗斯联邦地方自治一般组织原则法》规定，农村居民点实行地方自治制度。据2014年1月1日统计，俄罗斯全国共有18,525个农村居民点。